# Opisthopsis
Opisthopsis (лат.) — род муравьёв (Formicidae) из подсемейства Формицины.

## Распространение
Австралия и Океания.

## Описание
Среднего размера муравьи (длина около 5 мм), гнездящиеся в почве. Отличаются крупными глазами, расположенными на заднебоковых углах головы. Мандибулы треугольные, с 5 зубцами на жевательном крае. Проподеум в боковом виде приподнят, достигая уровня мезонотума, так что профиль мезосомы часто образует одну выпуклость. Опушение на поверхности тела редкое; поверхность гладкая и часто блестящая. Метаплевральная железа присутствует. В полевых условиях Opisthopsis бегает характерной отрывистой походкой и способен к резким движениям из стороны в сторону. Большинство видов имеют яркую окраску с контрастными черно-оранжевыми или желтыми узорами. Благодаря отличному зрению почти во всех направлениях к ним трудно подобраться. Колонии небольшие или умеренные по размеру, в них не более нескольких сотен рабочих. Место гнездования у разных видов различно и может находиться как в почве, так и на деревьях.
- Opisthopsis respiciens

## Систематика
Около 15 видов. Относится к трибе Camponotini. Opisthopsis монофилетичен. Все виды имеют уникальное положение глаз, а также общее сходство в пропорциях тела, скульптуре и волосистости. Молекулярные анализы трех видов и их бактериальных эндосимбионтов Blochmannia также подтверждают монофилию, а также размещение Opisthopsis в пределах Camponotini (Wernegreen et al, 2009), для которых ассоциация с Blochmannia, по-видимому, является ключевой синапоморфией. Положение мест прикрепления антенн, удаленных назад от наличника, и удлиненная структура провентрикулуса также связывают Opisthopsis с Camponotini (Wheeler, 1918).
- Opisthopsis diadematus Wheeler, 1918
- Opisthopsis haddoni Emery, 1893
- Opisthopsis halmaherae Karavaiev, 1930
- Opisthopsis jocosus Wheeler, 1918
- Opisthopsis lienosus Wheeler, 1918
- Opisthopsis linnaei Forel, 1901
- Opisthopsis major Forel, 1902
- Opisthopsis manni Wheeler, 1918
- Opisthopsis maurus Wheeler, 1918
- Opisthopsis panops Bolton, 1995
- Opisthopsis pictus Emery, 1895
- Opisthopsis respiciens (Smith, 1865)
- Opisthopsis rufithorax Emery, 1895